# Brdarowe Siodło
Brdarowe Siodło (słow. Brdárove sedielko) – położona na wysokości 1689 m przełęcz w Brdarowych Grapach, bocznej grani Liptowskich Kop w słowackich Tatrach. Przełęcz znajduje się pomiędzy Pośrednią Brdarową Grapą (1822 m) a Małą Brdarową Grapą (1722 m). Cała grań zarośnięta jest kosodrzewiną. Południowo-wschodni stok spod przełęczy opada do dna doliny Koprowicy, w północno-zachodni wcina się żleb mający ujście przy Ubogich Polanach w Dolinie Cichej.
Nazwę przełęczy nadał Władysław Cywiński w 11 tomie przewodnika wspinaczkowego Tatry. Szpiglasowy Wierch. Cały rejon Liptowskich Kop od 1949 r. stanowi zamknięty dla turystów obszar ochrony ścisłej TANAP-u.